# The Band
The Band bio je kanadsko-američki roots rock bend, kojega su u originalnom sastavu činili: Rick Danko (bas gitara, dupli bas, violina, trombon, vokali), Levon Helm (bubnjevi, mandolina, gitara, vokali), Garth Hudson (klavijature, saksofon, truba), Richard Manuel (klavir, bubnjevi, bariton saksofon, vokali) i Robbie Robertson (gitara, vokali). Članovi The Banda prvi put su se okupili kao The Hawks, prateći bend rockabilly pjevača Ronnie Hawkins, a koji je djelovao između 1958. i 1963.
Godine 1964. odvojili su se od Hawkinsa, te nastupali na turnejama izdavši singlove kao Levon and the Hawks i Canadian Squires. Sljedeće ih je godine Bob Dylan unajmio za svoju američku turneju 1965. i svjetsku turneju 1966. Nakon te turneje grupa se s Dylanom premjestila u Saugerties, gdje su 1967. snimili neformalne snimke kasnije zvane The Basement Tapes, koje su 1968. postale temeljem njihovog debitantskog albuma Music from Big Pink. S obzirom da su se uvijek nazivali "bendom" naziv "The Band" prirodno su preuzeli. Grupa je službeno počela nastupati kao The Band 1970., godine i kasnije izdala deset studijskih albuma. Dylan je nastavio surađivati s The Bandom tijekom njihove karijere, uključujući zajedničku turneju 1974.
The Band se raspao 1976. godine, službeno okončavši svoju karijeru s pažljivo pripremljenim koncertom uživo na kojemu su nastupale brojne slavne osobe iz svijeta glazbe. Taj je događaj zabilježio Martin Scorsese u svom znamenitom dokumentarnom filmu The Last Waltz iz 1978. godine. The Band se ponovno okupio 1983. godine, ali bez gitarista Robbieja Robertsona, koji je u međuvremenu ostvario uspješnu karijeru solo izvođača i glazbenoga producenta. Reformirani Band nastupio je i nakon samoubojstva Richarda Manuela, pa sve do smrti Ricka Danka 1999. godine.

## Diskografija
- Music from Big Pink (1968.)
- The Band (1969.)
- Stage Fright (1970.)
- Cahoots (1971.)
- Rock of Ages (1972.)
- Moondog Matinee (1973.)
- Northern Lights - Southern Cross (1975.)
- Islands (1977.)
- The Last Waltz (1978.)
- Jericho (1993.)
- High On The Hog (1996.)
- Jubilation (1998.)